# Hettingen (Buchen)
Hettingen ist eine ehemalige Gemeinde und heute ein Stadtteil von Buchen (Odenwald) im Neckar-Odenwald-Kreis in Baden-Württemberg.

## Geographische Lage
Hettingen liegt in der von Muschelkalk geprägten Landschaft Bauland unmittelbar östlich der Kernstadt von Buchen, wo der Übergang vom Sandstein-Odenwald zum Muschelkalk verläuft.

## Geschichte

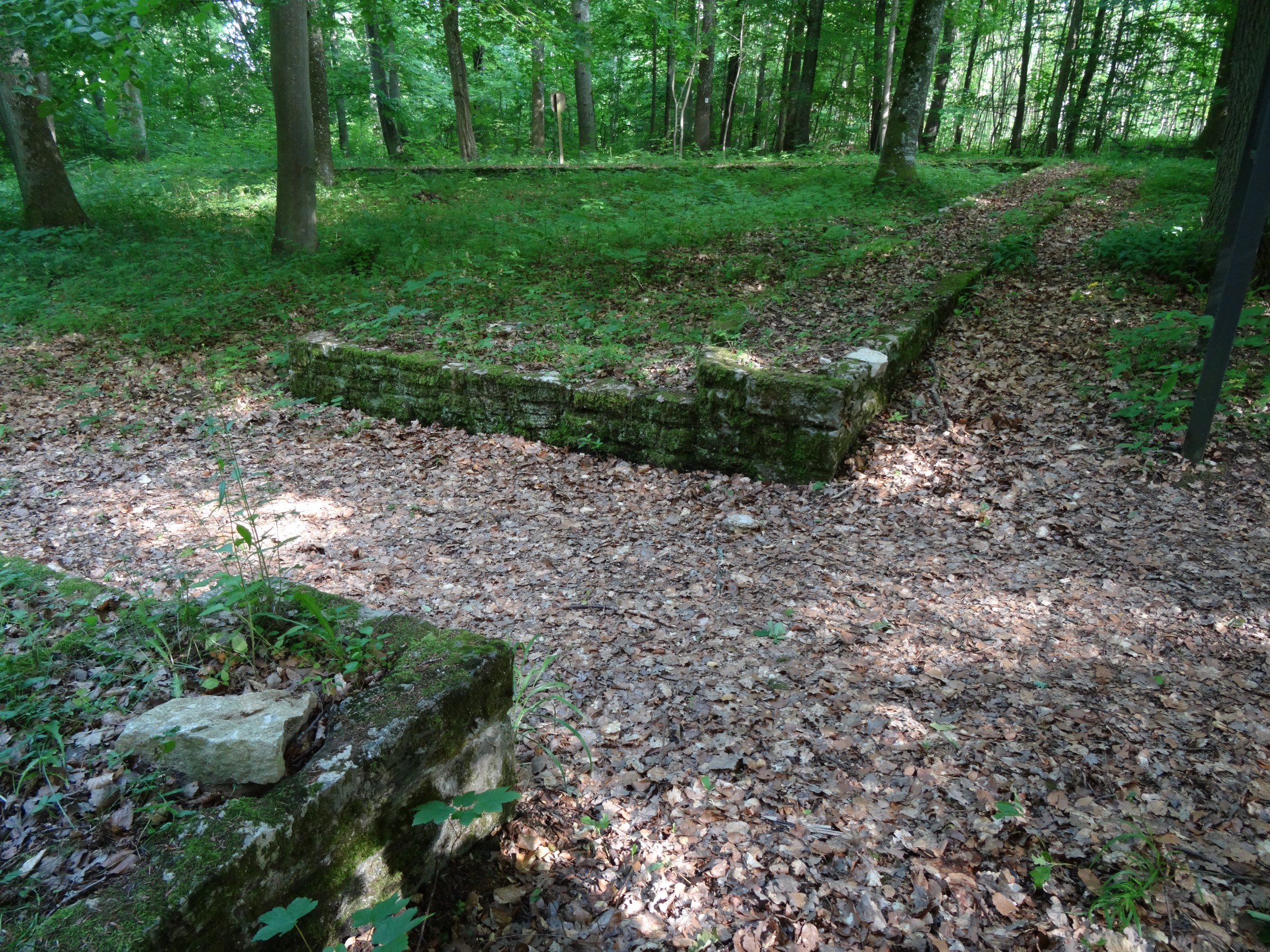
Römisches Kleinkastell Hönehaus

Die ältesten Spuren menschlicher Besiedlungen auf der Gemarkung Hettingens stammen aus dem 6./7. Jahrhundert v. Chr. Östlich von Hettingen verlief der Obergermanisch-Raetische Limes, von dem die Kleinkastelle „An der Altheimer Straße“ und Hönehaus (Rehberg) sowie drei Wachtürme zeugen.
Erstmals wurde Hettingen im Jahr 774 in einer Urkunde des Lorscher Codex erwähnt, die die Schenkung eines Ackers und eines Leibeigenen im Gau Wingarteiba auf Hettincheimer marca (Gemarkung Hettingen) an das Kloster Lorsch dokumentiert. Zu diesem Zeitpunkt hatte das Kloster Amorbach die Grundherrschaft und weitere Rechte inne. Dorfherren waren das Adelsgeschlecht Dürn. Im Jahre 1303 gelangte Hettingen an das Kurfürstentum Mainz. Im Zuge der Säkularisation kam Hettingen 1803 an das Fürstentum Leiningen und 1806 an das Großherzogtum Baden.
Am 1. Oktober 1974 wurde Hettingen zusammen mit Götzingen, Hainstadt, Hettigenbeuren und Buchen zur heutigen Stadt Buchen vereinigt.

## Wappen
Auf dem Wappen befindet sich ein goldener Krummstab, welcher von zwei silbernen Lilien begleitet wird. An das Kloster Amorbach erinnern die silbernen Lilien, der Krummstab als Bischofsstab an Kurmainz.

## Baudenkmäler, Kulturdenkmale

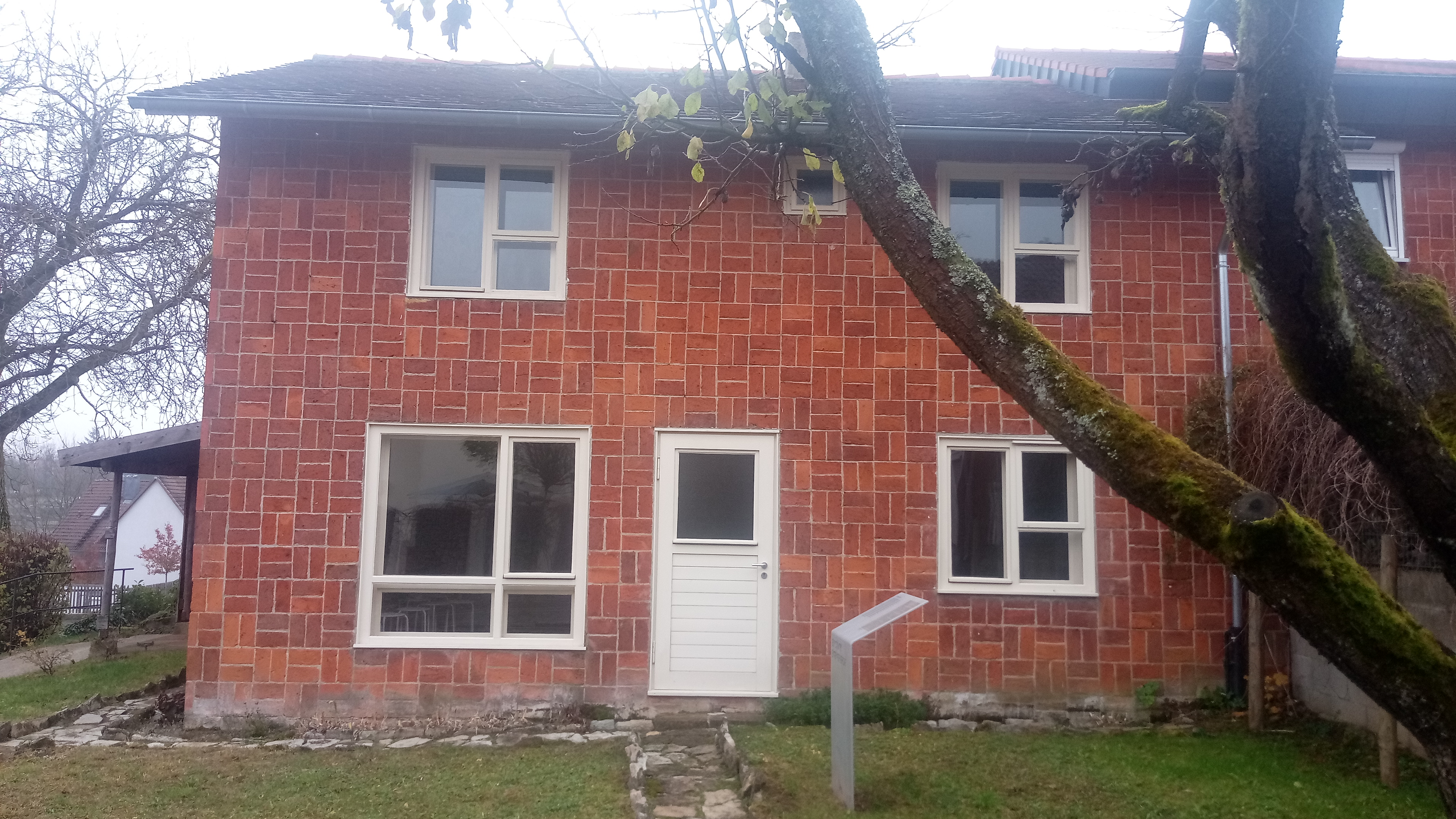
Eiermann-Magnani-Museum

1946 bis 1948 entstand für Flüchtlinge und bedürftige Einheimische die Siedlung „Neue Heimat“, deren Architekt Egon Eiermann war. In den Folgejahren wurden deren meiste Gebäude massiv überformt. Ein Haus der Siedlung, das Eiermann-Magani-Haus (Adolf-Kolping-Straße 29) wurde weitgehend in den ursprünglichen Zustand zurück restauriert und wird nun museal genutzt.

## Religionen

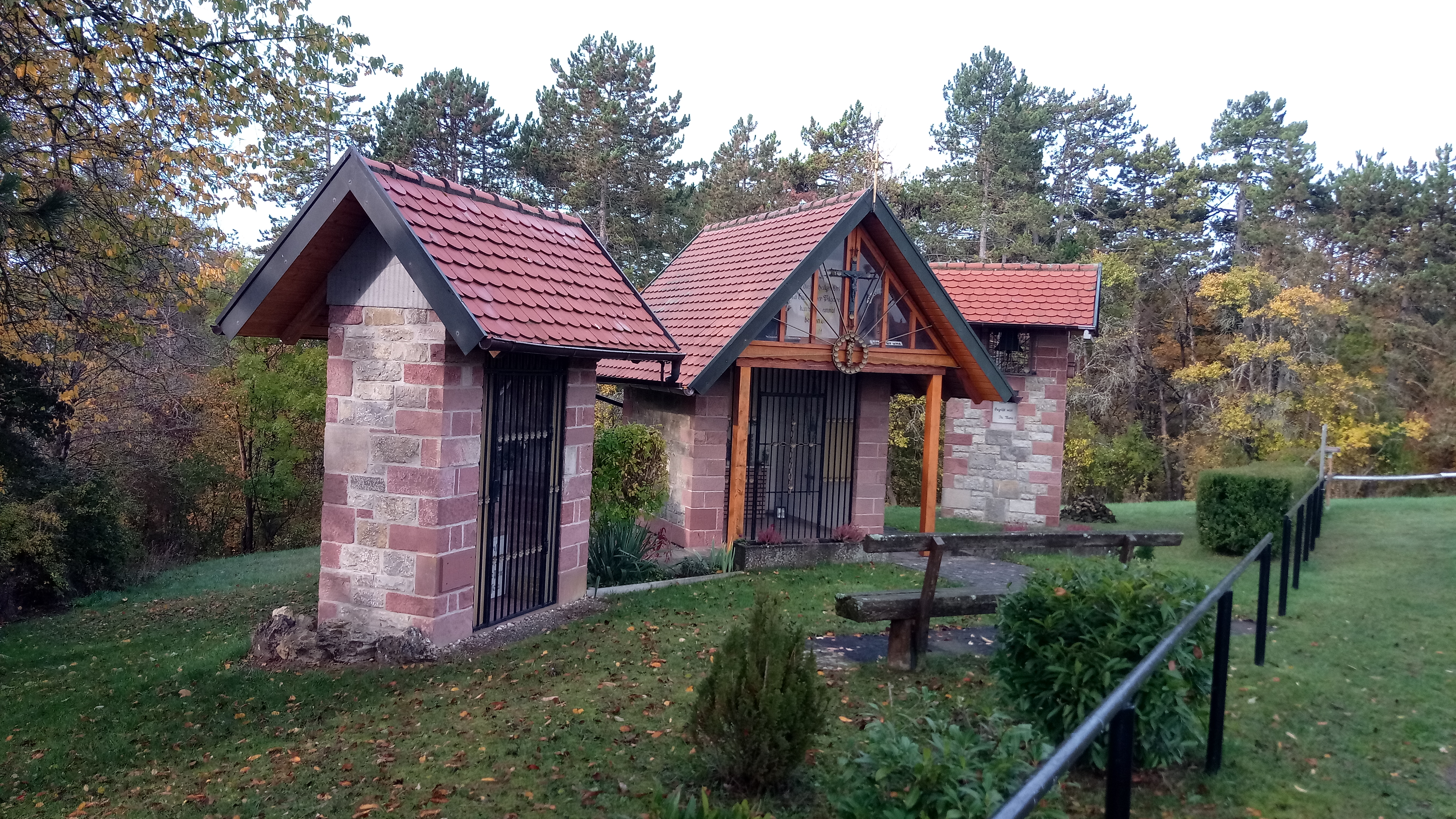
Kapellengruppe bei Hettingen

Hettingen, das ursprünglich eine Filiale der Pfarrei Bödigheims war, wurde im Jahre 1352 zu einer eigenständigen Pfarrei erhoben. Im Jahre 1774 wurde die Pfarrkirche erbaut und 1898 nochmals im neubarocken Stil erweitert.

## Geologie

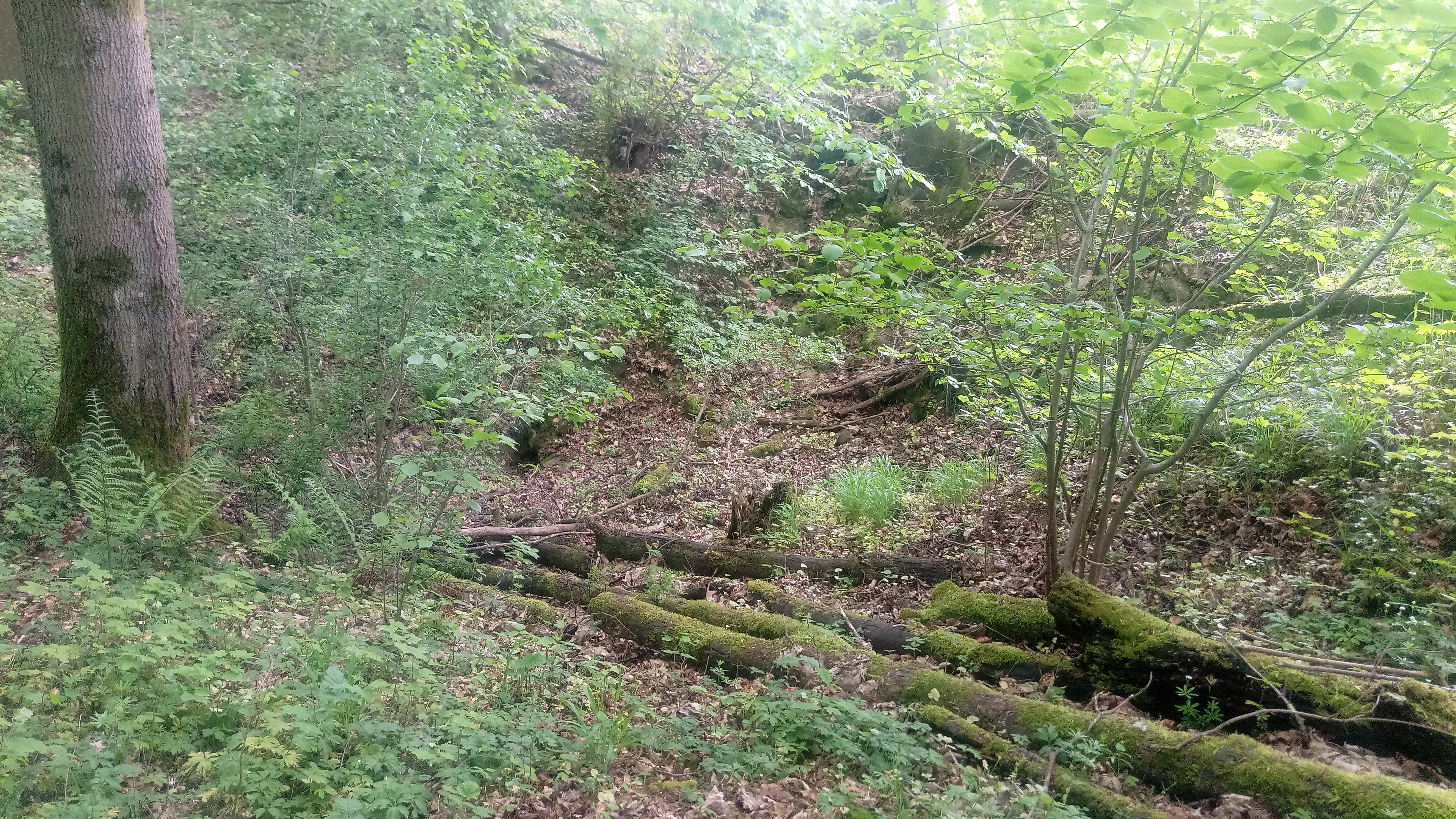
Dolinen im Hettinger Gewann Hegenich

Im nördlichen bzw. nordöstlichen Bereich der Hettinger Gemarkung haben sich im verkarsteten Gestein des Muschelkalks zahlreiche Dolinen und Erdfälle gebildet. In den Bereichen „Sallenbusch“ und „Rehberg“ erstreckt sich im Feld- und Waldbereich ein Dolinenfeld mit insgesamt 57 Dolinen. Diese gelten grundsätzlich nach § 33 Naturschutzgesetz (NatSchG) Baden-Württemberg als besonders geschützte Biotope.

## Verkehr

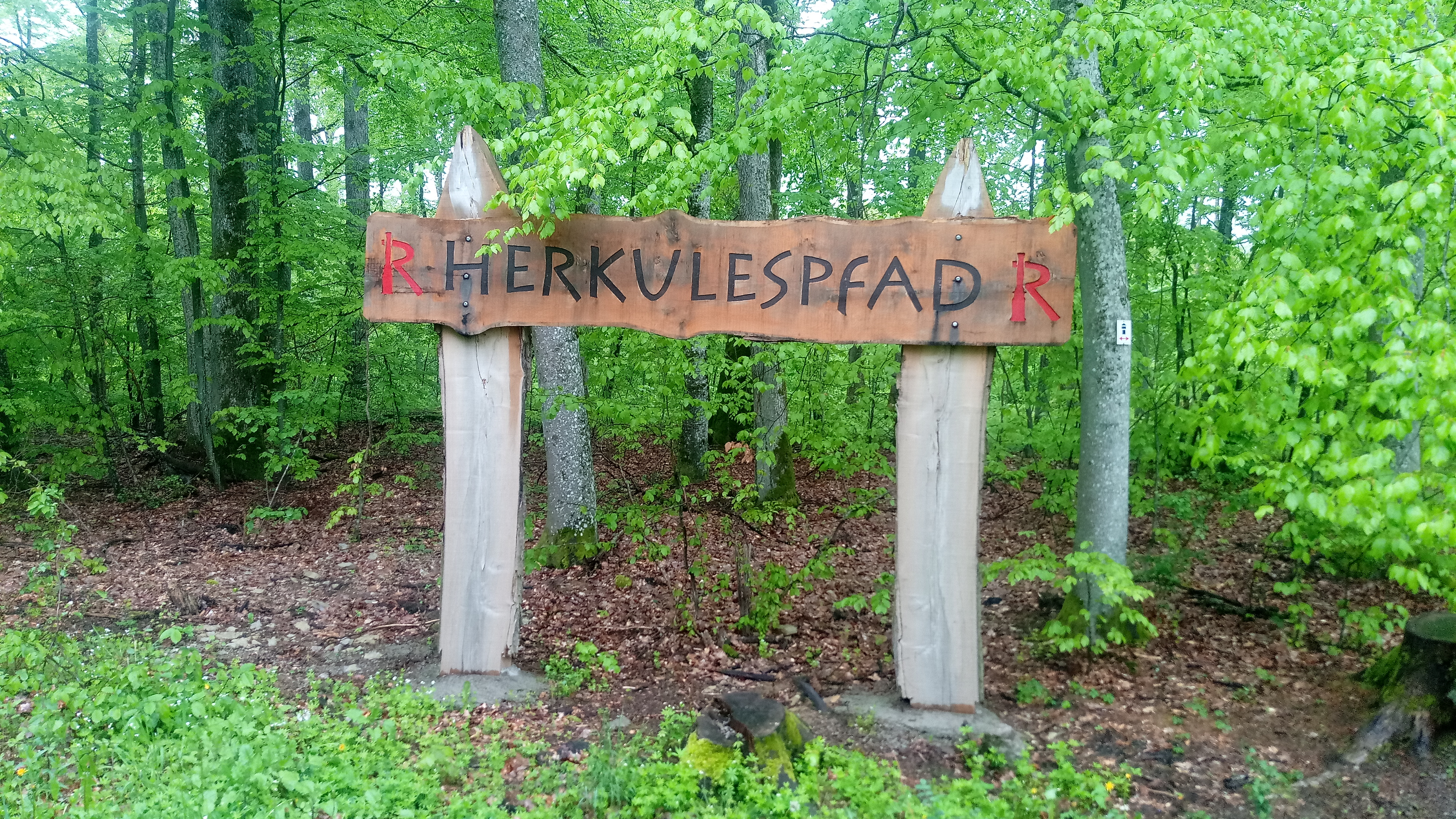
Herkulespfad als Teil der Römerpfade

Bei Hettingen verläuft als Teilabschnitt des Deutschen Limes-Wanderwegs der Limes-Wanderweg des Schwäbischen Albvereins. Von Miltenberg bis Osterburken wird dieser Weg als Östlicher Limesweg vom Odenwaldklub betreut.

## Ehrenbürger
- 1962: Heinrich Magnani (1899–1979), katholischer Pfarrer[7]